# ソフィア・クズネツォワ
ソフィア・ウラジミロヴナ・クズネツォワ（ロシア語: Софья Владимировна Кузнецова、ラテン文字転写: Sofya Vladimirovna Kuznetsova、1999年10月31日 - ）は、ロシアの女子バレーボール選手。ロシア代表。

## 来歴

### クラブチーム
モスクワ出身。5歳のときにバレーボールをはじめた。2015年、Luch Moscowに入団。2018年7月、Leningradka Saint Petersburgへ移籍し、2年間プレーした。2020/21シーズンはディナモ・モスクワと契約し、ロシアスーパーリーグで準優勝、欧州チャンピオンズリーグに出場した。2021/22シーズンはイタリアセリエA1のクーネオ・グランダ・バレーへ移籍し、エースとして活躍しプレーした2年間で383得点をあげた。2023年7月、ブラジルのプライア・クルーベへの移籍が発表され、2023/24シーズンのブラジル・スーパーリーガではベストスコアラー部門でトップの活躍をみせチームを準優勝に導き、自身もベストアウトサイドヒッター賞を受賞した。また、2024年の南米クラブ選手権で準優勝し、ベストアウトサイドヒッター賞を受賞した

### 代表チーム
2019年、ロシア代表に初選出され、同年のネーションズリーグに出場した。

## 球歴
- ネーションズリーグ - 2019年

## 受賞歴
- 2024年 - 南米クラブ選手権 ベストアウトサイドヒッター賞
- 2024年 - 2023/24ブラジル・スーパーリーガ ベストスコアラー賞、ベストアウトサイドヒッター賞

## 所属クラブ
- Luch Moscow（2015-2018年）
- Leningradka Saint Petersburg（2018-2020年）
- ディナモ・モスクワ（2020-2021年）
- クーネオ・グランダ・バレー（2021-2023年）
- プライア・クルーベ（2023年-）